# Coniophanes andresensis
Coniophanes andresensis (сан-андреська змія) — вид змій родини полозових (Colubridae). Ендемік Колумбії.

## Поширення і екологія
Сан-андреські змії є ендеміками острова Сан-Андрес в Карибському морі. Вони живуть на бананових плантаціях, в кокосових гаях і садах.

## Збереження
МСОП класифікує цей вид як такий, що перебуває на межі зникнення. Coniophanes andresensis загрожує полювання та хижацтво з боку інтродукованих тварин.